# 朝日大塚駅
朝日大塚駅（あさひおおつかえき）は、滋賀県東近江市大塚町にある近江鉄道本線（水口・蒲生野線）の駅である。駅番号はOR30。

## 歴史
- 1916年（大正5年）10月16日：開業[1]。

## 駅構造

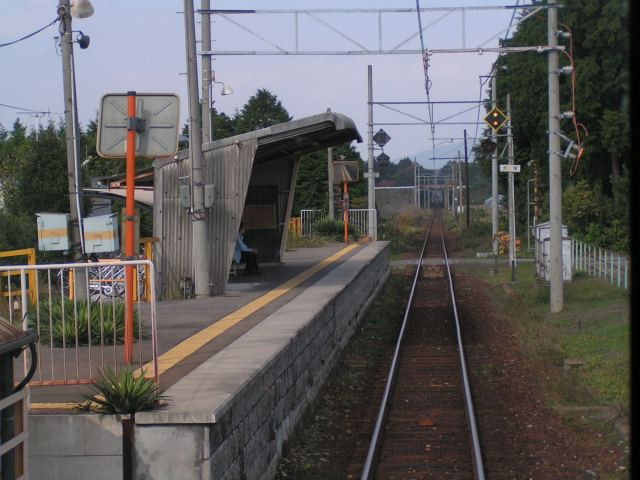
駅全景（2005年10月）

単式ホーム1面1線を有する地上駅であり、無人駅となっている。

## 利用状況
近年の一日平均乗車人員の推移は下記のとおり。(東近江市統計書より)
| 年度   | 一日平均 乗車人員 |
| ------ | ----------------- |
| 2002年 | 29                |
| 2003年 | 31                |
| 2004年 | 28                |
| 2005年 | 36                |
| 2006年 | 57                |
| 2007年 | 73                |
| 2008年 | 84                |
| 2009年 | 87                |
| 2010年 | 88                |
| 2011年 | 83                |
| 2012年 | 75                |
| 2013年 | 80                |
| 2014年 | 76                |
| 2015年 | 83                |
| 2016年 | 74                |

## 駅周辺
田園地帯となっており、近隣にはため池が数ヵ所ある。集落は駅西側、工業団地は駅東側にある。
- 蒲生工業団地
- 妙厳寺
- 八幡神社
- 天満宮社
- 滋賀県道46号八日市蒲生線
- 御代参街道

## タクシー路線
駅前にちょこっとタクシー「朝日大塚駅」停留所があり、蒲生エリア（※桜川駅と稲垂、長峰、鋳物師の各地区と石塔寺方面を巡回するエリアタクシー）が当停留所に乗り入れる（要予約）。

## 隣の駅
近江鉄道
■本線（水口・蒲生野線）
桜川駅（OR29） - 朝日大塚駅（OR30） - 朝日野駅（OR31）

### 記事本文